# Rogalik
Rogalik (deutsch Hörnchen – Croissant) ist ein polnischer Kurzfilm von Paweł Ziemilski aus dem Jahr 2012. In Deutschland feierte der Film am 3. Mai 2013 bei den Internationalen Kurzfilmtagen in Oberhausen Premiere.

## Handlung
Der Film untersucht die Beziehungen des Subjekts zu seiner Umwelt. Ist es eine traumhafte Reise und wie stehen wir zu den Menschen im „großen Aquarium“?

## Auszeichnungen
- ZagrebDox 2013
  - Special Mention

- Internationale Kurzfilmtage Oberhausen 2013
  - Lobende Erwähnung der Internationalen Jury[1]

- International Documentary Film Festival Off Cinema 2013
  - Special Mention

- Łodzią po Wiśle 2013
  - Best Short Documentary Distinction
  - Planete Doc Director Prize for Best Short Documentary

- Man in Danger 2013
  - Kazimierz Karabasz Prize